# 空乃智春
空乃 智春（そらの ともはる）は日本の小説家、ライトノベル作家。

## 来歴
小説家になろうで活動しており、2015年7月21日に「悠巳智春（ゆうみともはる）」から「空乃智春（そらのともはる）」に変更した。

## 作品
- 『本編前に殺されている乙女ゲームの悪役に転生しました』（『PASH! ブックス』、イラスト：ニノモトニノ）
  1. 『本編前に殺されている乙女ゲームの悪役に転生しました』2015年11月27日発売 ISBN 978-4-391-14776-6
  2. 『本編前に殺されている乙女ゲームの悪役に転生しました 2』2016年3月25日発売 ISBN 978-4-391-14846-6
  3. 『本編前に殺されている乙女ゲームの悪役に転生しました 3』2016年6月24日発売 ISBN 978-4-391-14904-3